# Сарак-Салды
Сарак-Салды — река в Казахстане, протекает по Бурлинскому и Чингирлаускому районам Западно-Казахстанской области. Устье реки находится в 35 км от устья реки Берёзовка по правому берегу, к югу от села Берёзовка. Длина реки составляет 14 км.